# Detective Knight: Rogue
Detective Knight: Rogue (també conegut com simplement Knight) és una pel·lícula d'acció nord-americana de 2022 dirigida per Edward John Drake, a partir d'un guió de Drake i Corey Large, i produïda per Large, Randall Emmett i George Furla. Com a primera entrega de la trilogia de Detective Knight, és protagonitzada per Bruce Willis, Lochlyn Munro i Jimmy Jean-Louis.
Detective Knight: Rogue va ser llançat per Lionsgate en sales limitades i VOD el 21 d'octubre de 2022, seguit del seu llançament en DVD i Blu-ray el 29 de novembre de 2022. Ha estat subtitulada al català.

## Repartiment
- Bruce Willis com a James Knight
- Lochlyn Munro com a Eric Fitzgerald
- Miranda Edwards com a Anna Shea
- Beau Mirchoff com a Rhodes
- Corey Large com a Mercer
- Johnny Messner com a Brigga
- Michael Eklund com a Winna
- Jimmy Jean-Louis com a Godwin Sango
- Trevor Gretzky com a Mike Rochester
- Hunter Daily com a Lily
- Alice Comer com a Clara
- Paul Johansson com a Ricky Conlan
- Cody Kearsley com a Dajon

## Producció
L'octubre de 2021, Bruce Willis va signar per protagonitzar una pel·lícula d'acció sota el títol provisional de Knight. La pel·lícula va ser escrita i dirigida per Edward John Drake i produïda per Randall Emmett i George Furla. El rodatge va començar a Las Cruces, Nou Mèxic, el 25 d'octubre de 2021. Knight és la primera producció cinematogràfica de Nou Mèxic des de l'incident d'homicidi involuntari a Rust. A causa de l'incident de Rust, la producció de Knight va decidir descartar tots els plans d'utilitzar cartutxos de fogueig en les seves armes de suport. En una entrevista a KOAT-TV, Drake va dir, en referència a no utilitzar cartutxos de fogueig durant la filmació de Knight, "significa molt més treball en postproducció per a la pel·lícula perquè aquestes armes semblin realistes, que és el que pretenen els cartutxos de fogueig, fer així que va augmentar alguns costos allà, però estaven més que disposats i encantats de fer aquests canvis per garantir la seguretat de tothom".